# SALmagazine
SAL magazineまたはsalmagazine（サルマガジン）は、2001年に創刊したビジュアルフリーマガジン。

## 概要
判型はB4。頁数は平均40ページ。編集人は大橋二郎。グラフィックデザイン、アート、音楽、カルチャー全般を扱うペーパーメディアとして国内外より高い評価を得る。誌面は日本語、英語のバイリンガル。
2004年、独reddot賞コミュニケーション部門における最高賞「best of best」を受賞（デザイナーは稲葉英樹）。2001年から2005年の間、Vol.01よりVol.14まで刊行。発行母体のプロジェクト（ElectricSAL）の休止に伴い刊行終了。2005年、Webマガジン「salmagazine.org」がスタート。